# Pierre-Yves Gayraud
Pour les articles homonymes, voir Gayraud.
Pierre-Yves Gayraud est un chef costumier français né le 26 janvier 1963 à Tulle (Corrèze).

## Théâtre
- 1991 : Le Réformateur de Thomas Bernhard, mise en scène d'André Engel

## Filmographie (sélection)
- 1992 : Indochine de Régis Wargnier
- 1994 : Le Péril jeune de Cédric Klapisch
- 1995 : Rimbaud Verlaine d'Agnieszka Holland
- 1996 : Chacun cherche son chat de Cédric Klapisch
- 1997 : Docteur Chance de F. J. Ossang
- 2002 : La Mémoire dans la peau de Doug Liman
- 2004 : Ordo de Laurence Ferreira Barbosa
- 2004 : Deux Frères de Jean-Jacques Annaud
- 2006 : Le Parfum de Tom Tykwer
- 2007 : Sa Majesté Minor de Jean-Jacques Annaud
- 2008 : Disco de Fabien Onteniente
- 2009 : Demain dès l'aube... de Denis Dercourt
- 2009 : Le Vilain d'Albert Dupontel
- 2009 : La Comtesse de Julie Delpy
- 2010 : Dharma Guns de F. J. Ossang
- 2010 : Le Mac de Pascal Bourdiaux
- 2011 : La Ligne droite de Régis Wargnier
- 2011 : Albert Nobbs de Rodrigo García
- 2011 : Le Skylab de Julie Delpy
- 2011 : La Permission de minuit de Delphine Gleize
- 2011 : La Fille du puisatier de Daniel Auteuil
- 2012 : Cloud Atlas de Lana et Andy Wachowski et Tom Tykwer
- 2013 : Marius de Daniel Auteuil
- 2013 : Fanny de Daniel Auteuil
- 2014 : Les Recettes du bonheur de Lasse Hallström
- 2014 : Le Grand Homme de Sarah Leonor
- 2014 : La Belle et la Bête de Christophe Gans
- 2016 : Un hologramme pour le roi (A Hologram for the King) de Tom Tykwer
- 2016 : La Promesse de Terry George
- 2018 : L'Empereur de Paris de Jean-François Richet
- 2020 : Les Chroniques de Noël 2 (The Christmas Chronicles 2) de Chris Columbus

## Distinctions

### Nominations
- César des meilleurs costumes
  - en 1993 pour Indochine
  - en 2015 pour La Belle et la Bête
  - en 2019 pour L'Empereur de Paris
- Prix de l'Académie allemande de télévision (de)
  - en 2018 pour les costumes de la série de télévision allemande Babylon Berlin[1].
- Grimme Award
  - en 2018 avec l'organisation et la distribution pour Babylon Berlin[2].